# ¡Qué clase de amor!
¡Qué clase de amor! es una telenovela venezolana destinada al público juvenil e infantil, producida por BCC Producciones y Venevisión International y distribuido por la productora Atiempo. La serie fue emitida originalmente desde el 20 de abril de 2009 hasta el 14 de agosto de 2010.
Estuvo protagonizada por Aisha Stambouli y Andrés Gómez  con Mayela Caldera y Joan Manuel Larrad en los papeles antagónicos. 
La serie aborda problemas sociales como la discriminación y el bullying. Contiene una historia considerada única en su estilo, razón por la que se convirtió en una de las producciones más exitosas de Venevisión International, después de Somos tú y yo y sus secuelas, producidas en los últimos años en Venezuela, siendo retransmitida en Venezuela y varios países de América Latina.
El 25 de mayo de 2020 se lanzó a través del Instagram del escritor Benjamín Cohen, una segunda temporada de la serie, ahora convertida en formato serie web, que consta de 3 episodios. Esta temporada se tuvo que grabar mediante videollamadas a través de distintas aplicaciones, como Whatsapp. Esto debido a la pandemia de COVID-19, y a que varios de los actores se encontraban en distintas partes del mundo.

## Sinopsis
Alejandra Martínez, es una chica humilde, buena e inteligente, la cual se esconde debajo de unos lentes pasados de moda y lleva una gran tristeza en su corazón después de romper con una relación amorosa en su antiguo colegio, en Barquisimeto, su ciudad natal. Por esta experiencia, Alejandra juró no volverse a enamorar. A pesar de hallarse en esta situación, tiene la gran ventaja de contar con una mente brillante que le permite escanear todo aquello que está a su alrededor. A Alejandra en su vida amorosa no le va muy bien debido su aspecto físico, siendo etiquetada algunas veces como un "Patito feo". Tiene lugar un encuentro con Diego Padilla, el chico popular del colegio, que se le acerca con el único interés de aprovecharse de su conocimiento. Pero Alejandra, sin dejarse llevar por sus encantos y piropos, conseguirá enamorarlo para hacerlo pagar por sus trampas y mentiras.

## Reparto
- Aisha Stambouli - Alejandra Martínez
- Andrés Gómez - Diego Padilla
- Mayela Caldera - Stefany Mendoza Figueroa
- Joan Manuel Larrad - Alan Camacho "Alacrán"
- Georgina Palacios - Martha Pérez
- Mark Colina - Marcel Jiménez
- Rosalinda Serfaty - Ana María Sosa "La coordinadora"
- Rosanna Zanetti - Andreína Figueroa
- Miguel Ángel Tovar - Manuel Colmenares "Manu"
- Benito Gustavo González - Profesor Rodolfo
- Giannina Alves - Milagros Pérez "Tita"
- Andrés Eduardo Sosa - Rafael Gómez "Rafa"
- Juan Miguel Henriques - Félix Rodríguez
- Vanessa Hidalgo - Desiré Sánchez
- Jaime Suárez - Samuel "Sammy" Rodríguez
- María Eugenia D'Angelo - Romina Casanova
- Carolina Muizzi - Sasha
- Dayana Oliveros - Karla
- Joaquín Araujo - Germán Durán
- Rafael Gabeiras - Sebastián Ferber
- Jesús Alberto Vieira - Román
- Wendy Bermejo -  Magaly Chacón
- Malena González - Teresa, Mamá de Diego
- Rodolfo Salas -  Leonardo
- Jessica Semeco -  Leila
- Cesar Augusto Méndez -  Abraham
- José Celio Romero - Rogelio
- Anavir García -  Cristinita
- Luis Enrique Reyes - Kalimba
- Cesar D' La Torre -  Caimán
- Yahaira Orta - Viviana Figueroa
- Ruddy Rodríguez - Aurora
- Samir Bazzi - Profesor Narciso "El Papi Profe"
- Yulika Krausz - Pura
- Floria Márquez -  Ella misma

## Discografía
El tema principal de la serie fue lanzado el 20 de abril de 2009, con el estrenó de la serie en Venezuela. El álbum fue lanzado bajo el sello discográfico de VeneMusic, compañía discográfica perteneciente a la empresa Venevisión International.
La mayoría de las canciones en la telenovela son interpretadas por el cantante venezolano Manuel Larrad y por la actriz y cantante Aisha Stambouli, la protagonista de la serie.
| #   | Título              | Intérprete(s)                   | Duración |
| --- | ------------------- | ------------------------------- | -------- |
| 1.  | «Qué clase de amor» | Manuel Larrad & Aisha Stambouli | 3:45     |
| 2.  | «Quién diría»       | Manuel Larrad                   | 4:15     |
| 3.  | «Mi niña bonita»    | Manuel Larrad                   | 3:03     |
| 4.  | «Enamorarte de él»  | Manuel Larrad                   | 3:31     |
| 5.  | «Más allá»          | Aisha Stambouli                 | 4:58     |
| 6.  | «Está vez»          | Aisha Stambouli                 | 2:27     |
| 7.  | «Mi centro»         | Aisha Stambouli                 | 3:10     |
| 8.  | «Como pa mí»        | Manuel Larrad                   | 2:25     |
| 9.  | «Contigo quiero»    | Mark Colina                     | 3:48     |
| 10. | «Loco por ti»       | Manuel Larrad                   | 4:08     |
| 11. | «Tú recuerdo»       | Jeanette Sarmiento              | 3:05     |